# Iamgurtxi
Iamgurtxi fou dues vegades kan d'Astracan, fill de Berdibeg (germà d'Ak Kubek). Va pujar al tron el 1546 amb suport dels circassians enderrocant al seu oncle Ak Kubek al que aquestos també havien pujat al poder.
Només va conservar el tron uns mesos i fou enderrocat per Ak Kubek que va recuperar el poder i s'hi va mantenir un temps però el 1550 Iamgurtxi ja havia retornar al tron.
Sahib I Giray, kan de Crimea, va atacar Astracan el 1550 quan ja governava Iamgurtxi (a les cròniques se li dona el nom de Yagmanji); els crimeans van derrotar completament als tàtars d'Astracan i van destruir la capital emportant-se als habitants amb les seves dones i béns a Crimea. Sahib Giray va nomenar al seu nebot Devlet Giray com a kan d'Astracan. Però el sultà otomà tenia molt d'interès en la subsistència d'Astracan que era un port comercial de primer orde, i els seus comerciants eren generalment molt rics, i va ordenar al kan de Crimea de reenviar a la població a Astracan. Iamgurtxi va recuperar el tron i la ciutat es va aixecar de les seves ruïnes en poc temps. L'agost del 1551 Ishim fou enviar a Rússia com ambaixador i en nom de Iamgurtxi es va declarar vassall de Rússia en els mateixos termes que ho havia fet Shah Ali de Kazan (1551-1552)
Després de la conquesta de Kazan pels russos els partidaris de Rússia al kanat van començar a dominar. El maig de 1552, Kaibula o Abdulla, fill d'Ak Kubek i cosí de Iamgurtxi, va anar a viure a Rússia i el tsar el va casar amb una filla de Jan Ali (el germà de Shah Ali que ja no era kan) i li va donar la ciutat de Yuriev en feu. Abdulla tenia una germana, que es va casar amb Ak Mirza, fill de Yusuf, cap dels nogais. L'ambaixador Ishim va retornar a Astracan el 1552 acompanyat d'un enviat rus de nom Sebastià; el kan va sospitar que aquest anava a fer de comissari i imposar els seus punts de vista i el va tractar fredament; alguns prínceps tàtars van començar a protestar a la cort russa contra l'actitud anti-russa de Iamgurtxi. El 1554 el kan, confiat en les promeses del sultà otomà, va fer aliança amb Devlet I Giray de Crimea i Yusuf Nogai (aquest s'havia barallat amb la cort russa perquè la seva filla Shombeka havia estat fet presonera pels russos). El tsar va decidir posar fi al kanat que fou ocupat i Iamgurtxi deposat. Però Ismail i altres mirzes dels nogais van demanar al tsar de posar com a kan altre cop a Derwish Ali, proposta que fou acceptada.

## Conquesta russa d'Astracan
Les tropes russes anaven manades per Yuri Ivanovitx Pronskoi, Ignasi Vishniakof, Esteve Sidorof, i altres comandantes, acompanyats d'un contingent de cosacs manats pel herman Teodor Paulov. Van arribar a Tsaritsin el 19 de maig i es va enviar a un destacament a inspeccionar el terreny i van derrotar a un grup de tàtars prop de l'anomenada Illa Negra; els presoners fets van informar que el kan Iamgurtxi s'havia retirat a uns 8 km a l'est en una illa del delta. Els russos van portar els seus vaixells cap a Kamenskoi Yar, lloc de l'antiga Sarai, anomenada Zarefpody pels tàtars i Bolskoi Sarai pels russos; les tropes es van dividir i una part va anar a un costat d'Astracan (29 de maig) que va obrir les portes sense resistència; els habitants van fugir o foren capturats; l'altra divisió russa sota el comandament de Vasenskoi, va marxar contra Iamgurtxi, que fou derrotat després d'una ferotge resistència; el seu campament fou ocupat. El kan i el seu harem i tresors van poder fugir en vaixell per la mar Càspia. Les tropes russes es van distribuir pels braços dels Volga i van capturar nombrosos tàtars que anaven en bots o estaven a les ribes, alliberant a diversos esclaus russos. la població va retornar a Astracan on va jurar fidelitat al nou kan. Iamgurtxi mentre s'havia dirigit a un braç del Volga anomenat Mochak, passant llavors a l'estepa de Kizlar i al llac Beloe, des d'on podien arribar al Kanat de Sibèria; fou perseguit i molts dels seus seguidors foren capturats; la seva esposa va fugir a Syshmoshag i els russos es van dirigir allí i van capturar l'harem (amb quatre princeses de noms Tevkel, Kanbusa, Erthuana i Ghinnai) i els tresors. La princesa Ghinnai que estava embarassada va donar a llum poc després a un fill anomenat Yarshith; també foren fets presoners els fills de l'esposa principal de Iamgurtxi, Mecgivana, i la seva neta Babich. Mentre Iamgurtxi amb els notables principals i part de l'exèrcit va arribar als pantans de Mochagish swamps i a Karabulat. Els russos van arribar el 7 de juny a Karabulat i el van atrapar i derrotar però va poder fugir primer al llac Beloe, om altre cop fou derrotat i després, quan ja només lo quedaven 20 homes, a Azov; la resta dels seus homes foren fets presoners; els caps dispersos dels tàtars van demanar clemència als russos i se'ls va fixar un dia per anar a Astracan a rendir-se; els prínceps Iraklesh, Ishim i Ali van reunir després les dones i fills i van anar a Enhuvath Asey amb 3000 guerrers armats, 500 mirzas i prínceps i 7000 comuns (tàtars negres) i van jurar lleialtat a Rússia i deixaven l'elecció de kan (després de la mort de Darwish Ali) en mans del tsar; també haurien promès el pagament d'un tribut i els russos van rebre el dret a pescar lliurement al Volga des de Kazan a la mar. El russos presoners foren alliberats i els notables es van establir a la capital i la resta van marxar cap a altres llocs. Un cos de cosacs va quedar estacionat a Astracan. La conquesta d'Astracan la va saber el tsar el dia del seu aniversari. Ghinnai fou batejada rebent el nom de Juliana (més tard es va casar amb un rus distingit anomenat Zacaries Plechief) i el seu fill Pere; les altres dones del kan, enviades a Moscou, foren retornades a Astracan. Iamgurtxi, amb el suport dels fills de Yusuf Nogai va intentar recuperar Astracan però fou derrotat pels cosacs.